# Vidoviti detektiv
Vidoviti detektiv je osoba koja istražuje zločine koristeći navodne paranormalne psihičke sposobnosti. Primeri uključuju postkogniciju (paranormalnu percepciju prošlosti), psiometriju (informacije dobijene psihički od objekata), telepatiju, radisteziju, vidovitost i udaljeno gledanje. U slučajevima ubistava, psihički detektivi tvrde da su u komunikaciji sa duhovima žrtava ubistva.
Osobe koje tvrde da imaju psihičke sposobnosti izjavile su da su pomogle policijskim upravama u rešavanju zločina, međutim, nedostaje potvrda policije o njihovim tvrdnjama. Mnoge policijske uprave širom sveta objavile su službene izjave u kojima navode da ne smatraju psihičke osobe verodostojnima ili korisnima u rešavanju slučajeva.

## Istaknuti slučajevi
U nekim od najpoznatijih policijskih slučajeva koji su često uključivali nestale osobe, pažnju su privukli navodni vidovnjaci. 

### Slučajevi bez uspeha
U novembru 2004. godine, navodna vidovnjakinja Silvija Braun rekla je majci otete devojčice, Amande Beri, koja je nestala 19 meseci ranije: „Ona nije živa, dušo”. Braun je takođe tvrdila da je imala viziju Berijeve jakne u đubretu sa „DNK na njoj”. Berijeva majka je umrla dve godine kasnije verujući da je njena ćerka ubijena. Međutim, Beri je pronađena živa u maju 2013. godine, nakon što je bila žrtva otmice.
Situacija je bila još dramatičnija kada je jedanaestogodišnji Šon Hornbek nestao 6. oktobra 2002. godine. Silvija Braun se ponovo pojavila kao vidovnjak i dala je detaljan opis otmičara i mesto gde bi Hornbek mogao biti pronađen. U emisiji „Šou Montela Vilijamsa” (eng. The Montel Villiams Show”), Braun je odgovorila „ne” kada su je pitali da li je dečak još uvek živ. Međutim, više od četiri godine kasnije, Hornbek je pronađen živ, a nekoliko detalja koje je Braun dala je bilo tačno. Otac dečaka, izjavio je da je lažna izjava Silvije Braun jedna od najtežih stvari koje je morao da čuje, jer su netačne informacije skrenule istragu i gubile dragoceno policijsko vreme.
Kada je 1. maja 2001. nestala pripravnica iz Vašingtona, Čandra Levi, vidovnjaci iz celog sveta su dali savete koji sugerišu da će njeno telo biti pronađeno na mestima kao što je podrum zgrade Smitsonijana, u reci Potomak i zakopano u Nevadi pustinju među mnogim drugim mogućim lokacijama. Svaki savet nije vodio nikuda. Nešto više od godinu dana nakon njenog nestanka, Levijevo telo je slučajno otkrio čovek koji je šetao svog psa u udaljenom delu parka Rok Krik.
Nakon što je Elizabeta Smart nestala 5. juna 2002. godine, policija je primila preko 9.000 saveta od vidovnjaka i drugih osoba koje su tvrdile da imaju vizije ili snove o njenom nestanku. Obrada ovih saveta zahtevala je puno policijskog vremena. Međutim, otac Elizabete Smart, Ed Smart, smatrao je da porodica nije dobila korisne informacije od vidovnjaka. Elizabet su na kraju pronašli očevici koji su prepoznali njenog otmičara na policijskoj fotografiji, a nijedan vidovnjak nije doprineo njenom pronalasku. 
Godine 2001. u Zapadnoj Australiji, telo Tomasa Brauna je pronašla vidovita Aboridžinka Leana Adams. Policija nije bila u stanju da pronađe telo u početku. Porodici Brauna su preporučili da kontaktiraju Adams, aboridžinskog vidovnjaka koji je živeo u Pertu. Porodica Browna je zatražila od policije da preduzme pretragu na osnovu Adamsovih uputstava, ali im to nije pomoglo. Adams je otputovala u Alis Springsu, u Severnoj Teritoriji, koja je bila 3600 kilometara udaljena od njenog doma u Pertha. Odvela je članove porodice direktno do Brownowih ostataka, na mesto visoko na grebenu zapadno od grada, oko 20 kilometara dalje. Ostaci nisu odmah bili identifikovani. Policija je kasnije DNK testiranjem potvrdila da su to bili njegovi posmrtni ostaci.
Godine 1989. Kimberli McAndrev je nestala, a šest godina kasnije regionalna policija iz Halifaksa angažovala je Noren Renier, vidovnjakinju, da im pomogne da reše slučaj. Renier je dala policiji tri intervjua koji su snimljeni i dati na pregled osnivaču organizacije „Tampa Bay Skeptics”, Gary P. Posneru. Renier je koristila psihometriju kako bi kanalisala žrtvu i došla do informacija. Posle duge analize snimaka, Posner je zakljucio da je sve sto je Renier rekla bilo obmanjujuće, nejasno, i nista nije pomoglo policiji u istrazi. Renier je uveravala policiju da će telo biti pronađeno pre Božića, ali se to nije dogodilo. Do danas, telo Kimberli McAndrev nije pronađeno. Snimci intervjua s Noren Renier su dostupni online.

### Slučajevi sa uspehom
Denis Prado, američki padobranac, nestao je iz svog stana, a policija nije uspela da ga pronađe. Nakon bezuspešne potrage, detektivka, vidovnjak, Anet Martin kontaktirana je od strane glavnog istražnog oficira Fernanda Realivaskeza. Aneti je data mapa, a ona je zaokružila malu tačku na mapi, veličine dva gradska bloka, i rekla da će telo biti pronađeno tamo. Opisala je i put kojim je Prado išao. Iako je područje ranije pretraženo, telo nije pronađeno, ali je službenik za potragu i spašavanje uz pomoć psa tragača pokrenuo novu potragu i pronašao telo na mestu koje je Anet naznačila. Iako je telo bilo u lošem stanju, nije bilo dokaza da je napadnut, već se veruje da je umro prirodnom smrću, kao što je Anet predvidela. Međutim, urednik magazina „sumnjičavi istraživač” (eng. „Skeptical Inquirer”), nije bio zadovoljan njenim postupkom i smatra da je to samo delo veoma maštovite i emotivne osobe, a ne nešto naučno dokazano.
U avgustu 2010, vidovnjakinja Šeril Kerol-Lagervej tvrdila je da je u snu videla mesto na kome je nestalo dete Kiesha Abrams. Policija je istraživala nestanak deteta. Ona ih je odvela na lokaciju na kojoj je pronađeno mrtvo telo, međutim u pitanju je bila odrasla žena, a ne telo deteta.
Godine 1996. u Sidneju, verenik nestale Paule Braun prišao je vidovnjaku, Filipu Durantu, da mu pomogne da je pronađe. Vidovnjak je policiji rekao gde se nalazi njeno telo. Ona je bila pronadjena na manje od dva kilometra od mesta koje je onaznačio, u Port Botani, od strane vozača kamiona koji je naišao na telo. "Iako je telo otkriveno sasvim slučajno, čini se da su spekulacije vidovnjaka bile neverovatno tačne", priznala je portparolka policije. Durant je koristio visak i mrežnu mapu, u kombinaciji sa malo kose žrtve.
Vidovita Leana Adams pronašla je telo Tomasa Brauna 2001. godine u Zapadnoj Australiji. Nakon što policija nije uspela da ga pronađe, porodica Brauna je dobila savet da kontaktira Adams. Adams je otišla do Alis Springsa, koji je bio udaljen 3600 km od njenog doma u Pertu, i odvela porodicu direktno do mesta gde su bili Braunovi ostaci. Uprkos tome, ostaci nisu bili odmah identifikovani. Kasnije je policija, koristeći DNK testiranje, potvrdila da to jeste bio Tomas Braun.

## Zvanični odgovori policije
Mnoge policijske službe širom sveta objavile su zvanična saopštenja u kojima navode da ne smatraju vidovnjake verodostojnima ili korisnima u rešavanju slučajeva.

### U Australiji
Australijska policija, zvanično i generalno, izjavila je da ne prihvata pomoć od vidovnjaka. Ovo je bilo kao odgovor na australijsku TV emisiju "Predosećati ubistvo", u kojoj vidovnjaci pokušavaju da reše nerešena ubistva. Zapadnoaustralijska policija ima politiku da ne kontaktira vidovnjake radi pomoći u istraživanjima, ali će prihvatiti informacije koje su dali vidovnjaci.  Neimenovani australijski federalni policajac koji je suspendovan nakon što je tražio pomoć vidovnjaka u vezi s pretnjama smrću upućenih premijeru Džonu Hauardu. Portparol savezne policije rekao je da ,,ne odobravaju upotrebu vidovnjaka u sigurnosnim pitanjima". I dalje postoje slučajevi u kojima vidovnjaci tvrde da su prošli obuku sa australijskom policijom, a nisu pružile uverljive dokaze koji podupiru kvalifikacije ili dokaze o tome da su psihički profilirali ili intuitivno profilirali s australijskom policijom.
Dok zvanična politika policijskih snaga ne zagovara upotrebu vidovnjaka za istraživanja, jedan bivši  detektiv, stariji policajac Džefri Litl rekao je da ih policija  koristi ,,ako zvanično kažu da to ne čine".  Dodatno, policija u Novom Južnom Velsu koristila je vidovnjakinju Debi Maloun u nekoliko slučajeva. Iako nijedan dokaz koji je ona dostavila nije rešio ubistva ili slučajeve nestanka sam po sebi,  njeni dokazi su korišćeni za potvrdu teorija, a u jednom slučaju, uključeni su u belešku mrtvozornika o slučaju. Litl, u vezi s jednim slučajem u kojem je ona pomogla, smatrao je da je njen opis događaja bio "izvanredan", drugi policajci takođe su bili impresionirani njenom pomoći, dok su drugi policajci iz Novog Južnog Velsa smatrali da nije pomogla u rešavanju slučajeva. Narednik Ge Krea i detektivski narednik Damjan Lun tvrde da im nije dala ništa što policija i javnost nisu već znali. Krea navodi ,,Bavio sam se s mnogo vidovnjaka, ali niko nikad nije rekao, 'Vidim gde je pokopano telo i odvešću vas tamo' ".

### Na Novom Zelandu
Novozelandska policija je izjavila da "duhovne komunikacije se ne smatraju pouzdanim osnovama za istraživanje."

### U Velikoj Britaniji
2006. godine, 28 britanskih policijskih snaga odgovorilo je na upit Udruženja za racionalno ispitivanje da nikada nisu koristili i ne koriste vidovnjake za kontakt s mrtvima, jedna je snaga rekla: ,,Nismo upoznati sa istragama koje su značajno napredovale samo na osnovu informacija koje je dao vidovnjak". 2009. godine, kada je Metropolitanska policija negirala korišćenje vidovnjaka za kontakt s mrtvima, a zatim su im predstavljeni imejlovi koji sugerišu korišćenje vidovnjaka, dali su izjavu za štampu koju je odobrio viši istražni službenik, a koja je bila mnogo dvosmislenija: ,,Ne otkrivamo ljude s kojima možda razgovaramo u vezi s istragama. Nismo spremni da dalje raspravljamo o ovome."

### U SAD-u
1993. godine, istraživanje policijskih uprava 50 najvećih gradova u Sjedinjenim Državama pokazala je da je trećina njih prihvatila predviđanja vidovnjaka u prošlosti, iako je samo sedam odeljenja tretiralo takvu informaciju drugačije u odnosu na informacije iz običnih izvora. Nijedna policijska uprava nije prijavila slučajeve u kojima je vidovnjak pružio informacije koje su bile korisnije od drugih informacija dobijenih tokom istrage, jer sve informacije moraju da se dokažu i samo informacije koje se poklapaju sa drugim dokazima mogu da se koriste. Studija koja je pratila ovu temu, a koja se bavila malim i srednjim gradovima u Sjedinjenim Državama, otkrila je da su se vidovnjaci pozivali u policijske službe tih gradova još manje nego u velikim gradovima. Bivši viši istražitelj FBI-a izjavio je da se vidovnjaci mogu koristiti ,,kao poslednje sredstvo i kao alat za istragu s oprezom" za pružanje tragova koji nisu direktno prihvatljivi u sudu, kao što su karakter kriminalca ili lokacija mrtvih tela.

## Naučne studije
Sprovedeno je niz testova na vidovnjačke detektive korišćenjem kontrolnih grupa kako bi se utvrdile bilo kakve psihičke sposobnosti u rešavanju kriminala. Jedna od prvih studija sprovedena je od strane holandskog policajca Filipusa Brinka 1960. godine. On je sproveo jednogodišnju studiju nad vidovnjacima ali nije pronašao dokaze o sposobnostima u rešavanju zločina. Još jedna studija je sprovedena 1982. godine gde su dokazi iz četiri zločina dati tri grupe: vidovnjački detektivi, studenti i policijski detektivi. Dokazi su se odnosili na četiri zločina, dva koja su bila rešena i dva koja nisu. Studija nije pronašla razliku u sposobnosti između tri grupe da naznače koji su zločini počinjeni posmatranjem dokaza. Neke slabosti u naučnoj metodi su bile očigledne u ova dva testa. Još jedan test je sproveden 1997. godine, ovaj test se fokusirao na poboljšanje naučnih metoda korišćenih u prethodnim testovima. Ova studija je koristila dve grupe, jedna koja se sastojala od tri studenta sa Univerziteta u Hertfordširu, a druga grupa od tri vidovnjaka (dva vidovnjačka detektiva i jednog vidovnjaka koji nije detektiv, ali je imao medijski profil i bio je podržan od strane policije zbog svojih sposobnosti). Dvema grupama su bila prikazana tri objekta povezana sa tri ozbiljna zločina. Potom su izložile svoje teorije, ali ponovo nije pronađena razlika u tačnosti između dve grupe.
Da bi procenili tvrdnje o rešavanju zločina pomoću psihičkih sposobnosti, Komitet za naučnu istragu tvrdnji o paranormalnom (sada Komitet za skeptičko istraživanje) formirao je grupu istraživača. Grupa je zabeležila mnoge neuspehe vidovnjaka u pružanju korisnih informacija istražiteljima krivičnih dela i smatra da vidovnjaci mogu koristiti ,,retrofiting" (ili prilagođavanje nakon događaja), nudeći nejasne tragove, a zatim pokušavajući da ih retroaktivno prilagode detaljima koji se otkriju kasnije. Osim slučajeva prilagođavanja, analizirani su i očigledni slučajevi hladnog čitanja (vidovnjačko traženje informacija dok istovremeno izgleda kao da ih dobija paranormalno), preuveličavanje i primeri u kojima su vidovnjaci koristili neparanormalne izvore informacija.
Godine 2008, tokom intervjua za Skeptiko podkast, urednik časopisa Skeptični istraživač, Ben Radford, 
izazvao je voditelja Aleksa Cakirisa da mu pruži najbolji slučaj dokaza o vidovnjaku koji je rešio zločin. Pošto je Cakiris ,,ponavljao optužbe da skeptički istražiivači namerno odabiru najslabije slučajeve", Radford se složio da detaljno istraži bilo koji slučaj iz bilo kog perioda istorije, iz bilo kojeg dela sveta, ,,koji predstavlja zlatni standard dokaza". Cakiris je odabrao vidovnjakinju Nensi Veber koja se pojavila 2006. godine u epizodi emisije Biografski kanal, Vidovnjački istraživači . Veber je tvrdila da je pomogla policiji u Nju Džerziju da reši serijska ubistva Ejmi Hofman i Dierdi Obrajen iz 1982. Policija je uhapsila Džejmsa Koedeča 1983. godine koji je kasnije osuđen za serijska ubistva. Istražitelji su intervjuisali Veber kao i dvojicu detektiva s kojima je radila, Hjusa i Mura, koji su potvrdili da im je Veber dala informacije ,,koje nije mogla znati". Radford je sledećih devet meseci istraživao slučaj, a on i Cakiris su ponovno intervjuisali detektive i vidovnjakinju u Skeptiko podkastu. Radford je otkrio da detektivi nisu sačuvali svoje beleške iz slučaja, i da se njihova priča promenila od emitovanja TV emisije. U stvari, otkrio je da se njihove priče sada protivreče s pričom vidovnjakinje. Daljim istraživanjem putem telefonskog imenika iz 1982. godine iz Nju Džerzija, Radford je otkrio da ako je vidovnjakinja zaista dala detektivima sve dokaze koje je tvrdila da ima, policija bi mogla pronaći ubicu u 15-minutnom pretraživanju telefonskog imenika. Radford veruje da su policija i vidovnjakinja ,,jednostavno postali plen potvrđivanja pristranosti".

## Kritičko tumačenje
ABC-jev noćni program Izvan verovanja (eng.Beyond Belief) od 17. avgusta 2011. predstavljao je vidovite detektive i njihovo učešće u slučaju Ali Lovitzer. Tipično za slučajeve nestalih osoba, porodicama se obraćaju ljudi koji tvrde da će im pomoći u povratku nestalih kući. „Rekli su mi, vidim drveće, vodu, prljavštinu...ali sve je to veoma nejasno“, kaže Suzan Lovitzer, majka čija je ćerka nestala od 26. aprila 2010. Penzionisani agent FBI-ja i konsultant ABC-a Bred Geret kaže: „U 30 godina...nikad nisam video da  je vidovnjak rešio misteriju“, dok je Bob Najgard, penzionisani dvadesetogodišnji veteran policijske uprave okruga Nasau i trenutno privatni detektiv specijalizovan za istragu vidovnjaka, primetio da nije radio, niti je znao za bilo koga u policiji ko je radio  sa bilo kojim vidovitim detektivima.
Istražitelj JREF-a i mentalista Banaček smatra da vidoviti detektivi iskorišćavaju porodice, "...zbog slave i novca, ubace se i pokušavaju da se ponašaju kao autoritet". Banaček smatra da nisu svi vidoviti detektivi prevaranti, neki se samozavaravaju i veruju da pomažu, ali „šalju policiju da traže iglu u plastu sena  trošeći dragoceno vreme i resurse“. Vidovnjakinja Džordža O'Koner navodi da je Ali mrtva, da je bila mučena i da joj je telo raskomadano. Na pitanje Džu-Džu Čeng iz ABC-a kako može da kaže roditeljima ovakvu informaciju kada možda nije u pravu, O'Koner odgovara "Ne mogu dozvoliti da moj ego stane na put onome što vidim". Uprkos pažnji vidovitih detektiva, Ali Lovitzer se i dalje vodi kao  nestala iz svog doma u Springu u Teksasu.
Nijedan vidoviti detektiv nikada nije bio pohvaljen ili zvanično priznat od strane FBI ili američkih nacionalnih vesti za rešavanje zločina, sprečavanje zločina ili pronalaženje žrtve kidnapovanja ili leša.
Australijski institut za kriminologiju, zvanična australijska agencija za istraživanje kriminala, savetuje roditeljima nestale dece da ne pribegavaju korišćenju vidovnjaka koji im prilaze. Bivši FBI analitičar i profiler Klint Van Žandt kritikovao je upotrebu detektiva vidovnjaka i izjavio  „Ono što se mnogo puta dešava je da deklarisani vidovnjaci vide stvari mnogo jasnije tek posle rešenog slučaja. Nakon što je slučaj rešen, oni nameste da svoja prethodno nejasna predviđanja nekako odgovaraju zločinu i zločincu." Detaljna studija Silvije Braun iz 2010.  koja predviđa predviđanja 115 nestalih osoba i slučajeva ubistava otkrila je da uprkos njenim ponovljenim tvrdnjama da je u više od 85% slučajeva tačna, "Braun nije čak ni približno bila tačna ni u jednom slučaju“.

## Verovanje u vidovite detektive
Psiholozi, istraživači i drugi autori su postavili niz mogućih objašnjenja za verovanje da neki mogu pružiti vredne informacije o zločinu pomoću vidovitih psihičkih sposobnosti. Moguća objašnjenja uključuju pristrasnost potvrde (ili našu prirodnu tendenciju da favorizujemo informacije kako bismo potvrdili svoja uverenja), imati puste želje (što je čin donošenja odluka na osnovu onoga što je privlačno, a ne obrazloženo) i naknadno opremanje (ili retroaktivno prečišćavanje specifičnosti predviđanja nakon što se otkriju činjenice). Čin reinterpretacije nejasnih i maglovitih izjava koje su dali vidoviti detektivi takođe se naziva višestruki aut. Iskorišćavanje ovih kognitivnih ograničenja je praksa hladnog čitanja koje stvara iluziju poznavanja određenih informacija. Pored toga, policijski detektivi i drugi autori sugerišu da  vidoviti detektivi izgledaju kao uspešni  zbog  predvidjanja preko zdravog razuma ili  velike verovatnoće, kao što je pronalaženje tela na deponijama ili „blizu vode“.
Dok policijske uprave tvrde da ne traže ili ne koriste vidovnjake za rešavanje zločina, one moraju da prate sve verodostojne savete. Ako policija ne opovrgne ovu teoriju onda „mnogi u javnosti i dalje veruju da su vidovnjaci tajno zaposleni od strane organa za sprovođenje zakona“ Ako policija kaže da ne koristi vidovnjake onda vidovnjaci tvrde da policija ne želi da „deli zasluge“ i da ih samo prikrivaju.
Konačno, upotreba vidovnjaka može jednostavno smanjiti anksioznost i ispuniti emocionalne potrebe pojedinaca koji sigurno doživljavaju veliki stres.

## U fikciji
Duga je istorija psihičkih detektiva u hororima i kriminalističkoj fantastici, ali i u drugim žanrovima. Jedan od najranijih oblika žanra bio je lik Flaksman Lou, koji su 1897. godine stvorili majka i sin Kejt i Hesket Hesket-Pričard. Pričardovi su pisali svoje priče po nalogu novinarskog barona Sirila Pirsona za njegov mesečni Pirsonov Magazin(eng.Pearson's magazine), mada bili su zbunjeni i uznemireni kada su otkrili da je Pirson  promovisao priče kao  „stvarne“.  Sakupljena dela su objavljena kao Iskustva Flaksmana Lou 1899. godine.
Drugi književni primeri su Džuls de Grandin (kreirao Siburi Kvin), Doktor Okult (kreirali Džeri Sigel i Džo Šuster) i agent Džasi MekLelan koju je kreirala Šeril Kaje.
Popularna TV emisija Frikovi (eng. Psych) prikazuje Šona Spensera (Džejms Rodej Rodrigez), šarlatanskog paranormalnog detektiva koji pomaže policiji Santa Barbare u zločinima koji se kreću od pljački preko otmica do ubistava. Međutim, on zapravo koristi oštri osećaj zapažanja koji je stekao kao dete; fotografsko pamćenje; odličan vid; i dedukciju i rasuđivanje za rešavanje slučajeva, praveći ustaljenu šalu o njegovom tvrdjenju da je vidovnjak.
U romanima Daglasa Adamsa-Dirk Džentli, naslovni lik — „holistički“ detektiv —  se podrazumeva da povremeno ima vidovite moći. Jedan incident uključivao je Džentlija u pokušaju da prevari svoje kolege sa univerziteta da plate za komplet odgovora na ispitu, navodno dobijene pomoću vidovitih moći za koje Džentli nije znao da je imao. Na njegovo iznenađenje, odgovori koje je dao, za koje je mislio da ih je proizveo nasumično, pokazali su se potpuno tačnim. Zbog toga je izbačen.
Piter F. Hamilton je napisao seriju knjiga o bivšem vojnom vidovnjaku Gregu Mendelu. U seriji, Greg je bio penzionisani vojnik specijalnih snaga stvoren kao deo elitne specijalne operativne jedinice, Majndstar brigade, u 'Engleskoj vojsci', koji je vodio opaki rat u Turskoj i pomogao pobunjenicama da zbace Narodnu socijalističku partiju kući. Nakon što je pobedio pri pobuni, onda se povukao u Rutland, a iznenada ga je pozvala bogata naslednica Džulija Evans da iskoristi svoje vidovnjačke talente da pronađe koren industrijske špijunaže protiv njene kompanije, Event Horajzon [organizacije koja je takođe bila sastavni deo svrgavanja komunističke vlasti]. Serija se ne fokusira samo na Gregove sposobnosti, već i na sposobnosti drugih vidovnjaka stvorenih u okviru Majndstar programa, efekte društvenih i ekonomskih promena tokom 21. veka, globalno zagrevanje i brz naučni napredak. Greg redovno koristi svoje sposobnosti i za ispitivanje  kao i ofanzivno oružje.
Epizoda "Bart Ubica (eng.Bart the Murderer)" Simpsonovih prikazuje vidovnjaka koji se pridružuje lovu da pronađe direktora Skinera.
Epizoda „Kartmenov neverovatni poklon(eng.Cartman's Incredible Gift)” iz Saut park-a prikazuje skeptičan pogled na detektive vidovnjake.
Manga i anime serija JuJu Hakušo prikazuje tinejdžera koji radi kao duhovni detektiv: čovek koji lovi demone koristeći vidovnjačke sposobnosti.